# République impériale
République impériale. Les États-unis dans le monde (1945–1972) est un essai du sociologue français Raymond Aron paru en 1973 aux éditions Calmann-Lévy et récompensé par le prix des Critiques la même année.